# One Offs... Remixes & B-Sides
One Offs... Remixes & B-sides – to druga produkcja w dorobku Bonobo, nie jest ona całkowicie samodzielna, ponieważ oprócz niego na płycie pojawia się też aż 5 innych artystów: Amon Tobin, Jon Kennedy, Mechanical Me, Pilote i Quantic.

## Lista utworów
| Nr  | Tytuł                                             | Długość |
| --- | ------------------------------------------------- | ------- |
| 1.  | "Turtle (Bonobo Mix)" (Pilote)                    | 5:06    |
| 2.  | "Beachy Head (Bonobo Mix)" (Mechanical Me)        | 3:45    |
| 3.  | "The Plug (Quantic Mix)"                          | 6:11    |
| 4.  | "Dismantling Frank"                               | 5:06    |
| 5.  | "Dinosaurs (Jon Kennedy Mix)"                     | 4:05    |
| 6.  | "The Sicilian"                                    | 4:21    |
| 7.  | "The Shark"                                       | 4:54    |
| 8.  | "Four Ton Mantis (Bonobo Mix)" (Amon Tobin)       | 4:12    |
| 9.  | "Tell Me How You Feel (Bonobo Mix)" (Jon Kennedy) | 5:02    |
| 10. | "Magicman"                                        | 4:35    |
| 11. | "Scuba"                                           | 4:21    |

## Twórcy[1]
1. Simon Green
2. Stuart Cullen (Pilote
3. Sam Hewitt & Louise Davis (Mechanical Me)
4. Amon Adonai Santos de Araujo Tobin
5. Jon Kennedy
6. Will Holland (Quantic)